# Водонапірна вежа (Іжевськ)
Водонапірна вежа на вулиці Бородіна — одна із найстаріших гідротехнічних споруд в Іжевську. Пам'ятка індустріальної архітектури та об'єкт культурної спадщини Удмуртської республіки.
Вежа розташована на майданчику біля центральної площі Іжевська між музеєм ім. М. Т. Калашникова та готелем Park Inn.

## Історія
Вежа на вулиці Бородіна була побудована в 1915 році при спробі прокладання міського водопроводу. Протягом 40 років вежа (з дозволу влади) використовувалася для тренувань скелелазів. У 2008 році споруду визнали аварійною, і тренування були припинені. У 2011 році башта була передана на баланс пошуково-рятувальної служби Іжевська. У 2014 році в приміщенні вежі був організований музей Води. У 2017 році споруду передали у підпорядкування Управління у справах молоді адміністрації Іжевська.
Більш стара водонапірна вежа знаходилася на території Іжевського машинобудівного заводу поруч з головним корпусом (нині територія заводу Іжевський металургійний завод).

## Галерея

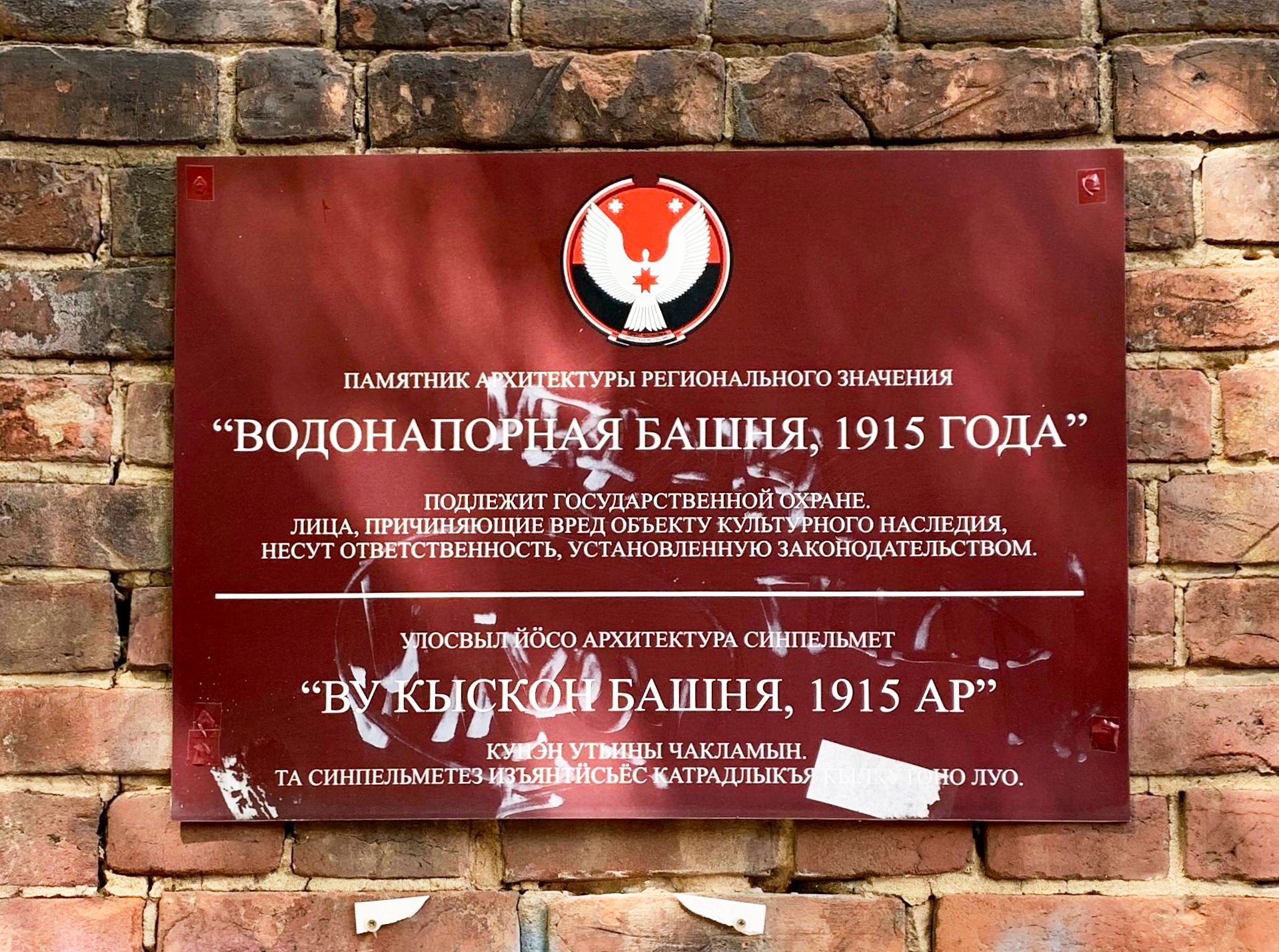
Табличка на вежі
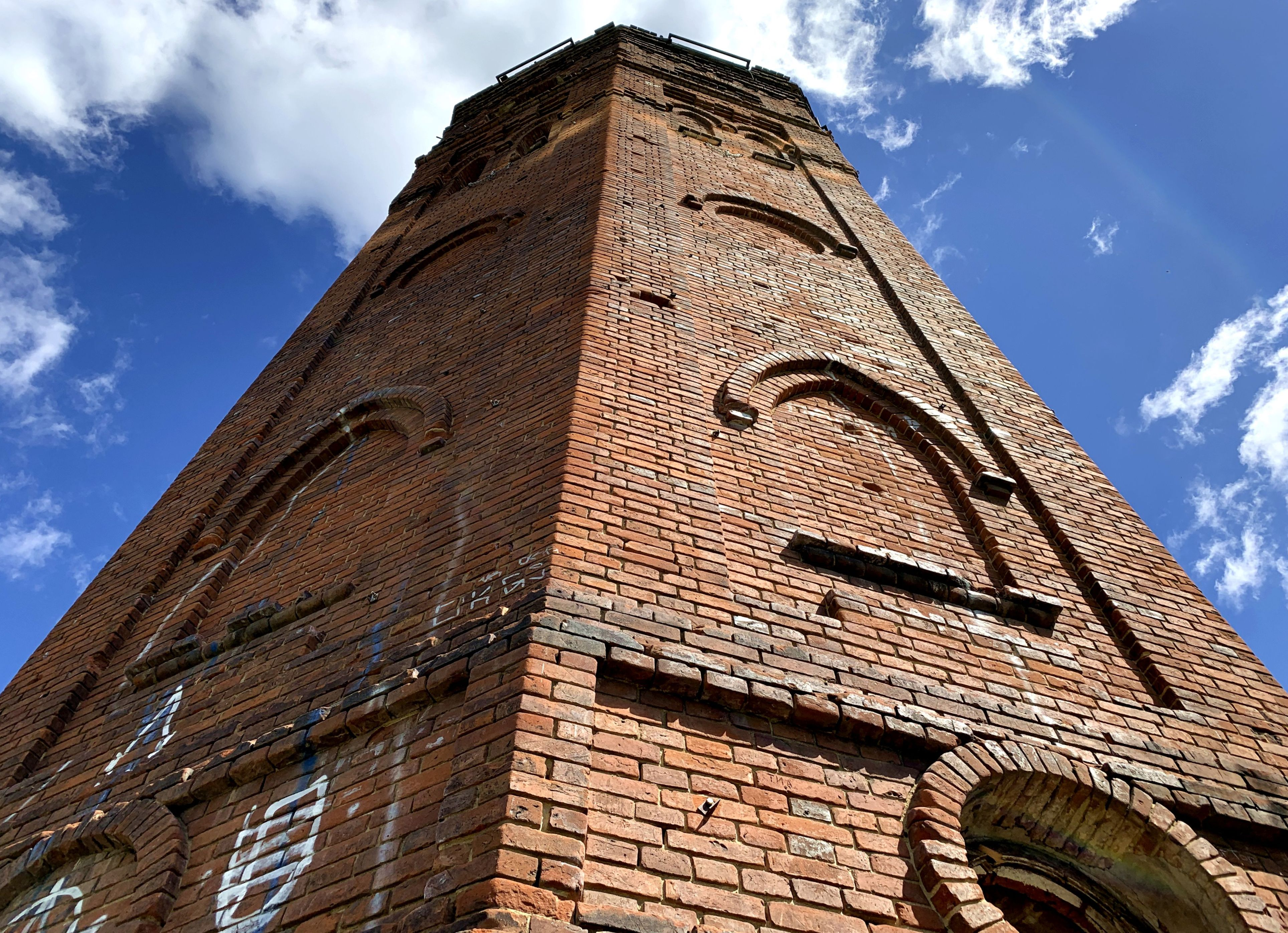
Вигляд знизу
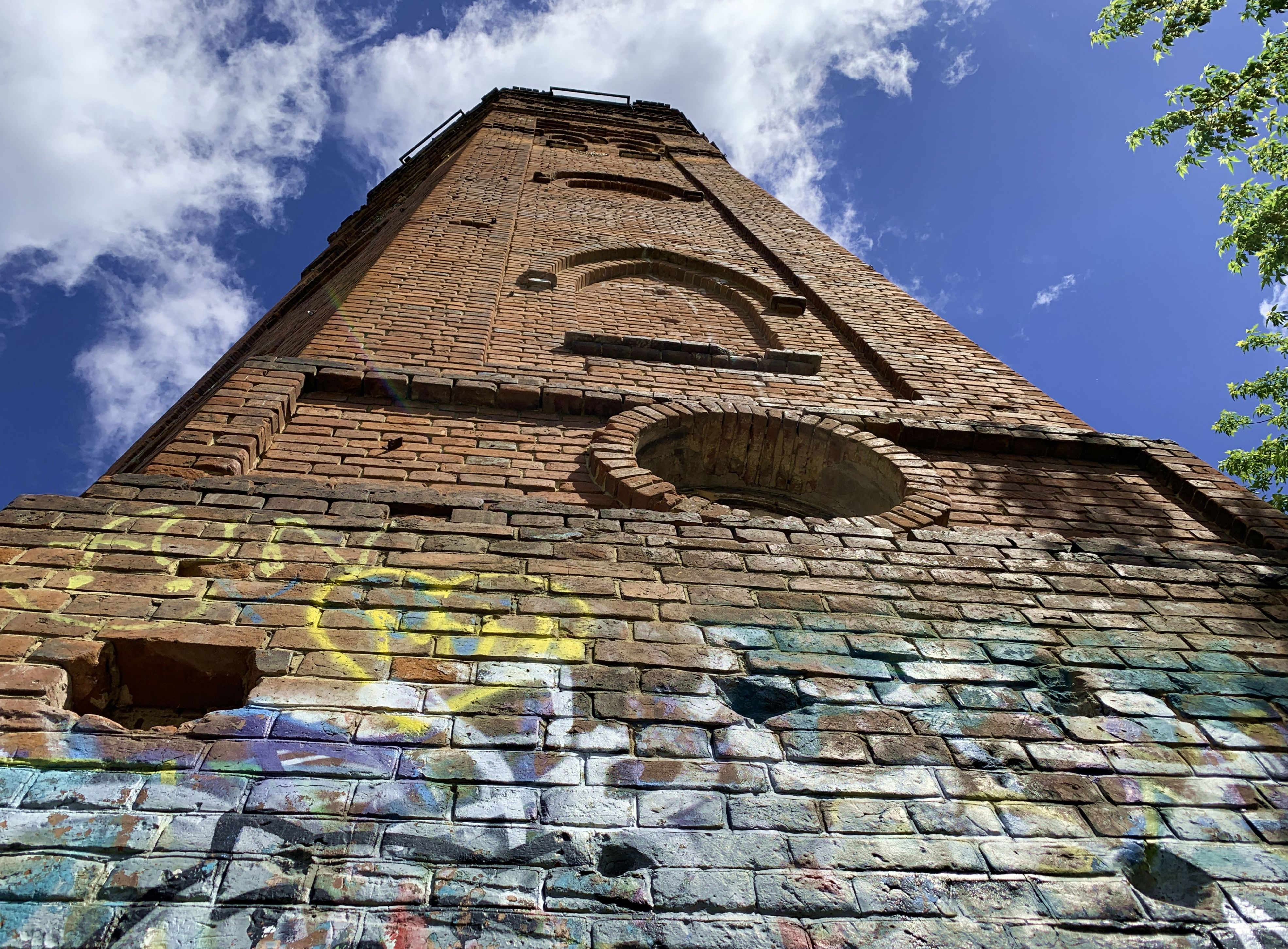
Вигляд знизу
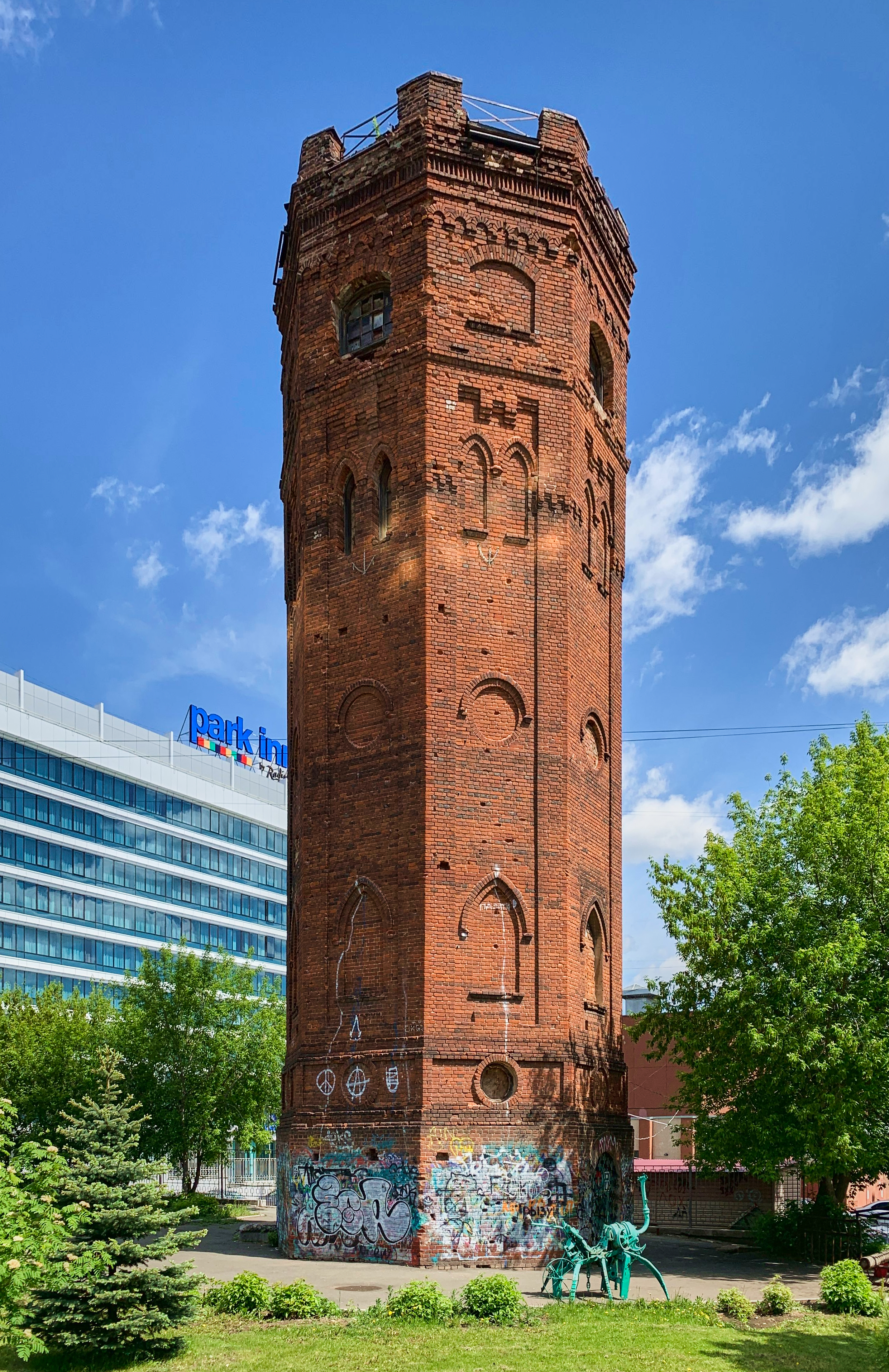
Вид на вежу з боку вул. Бородіна
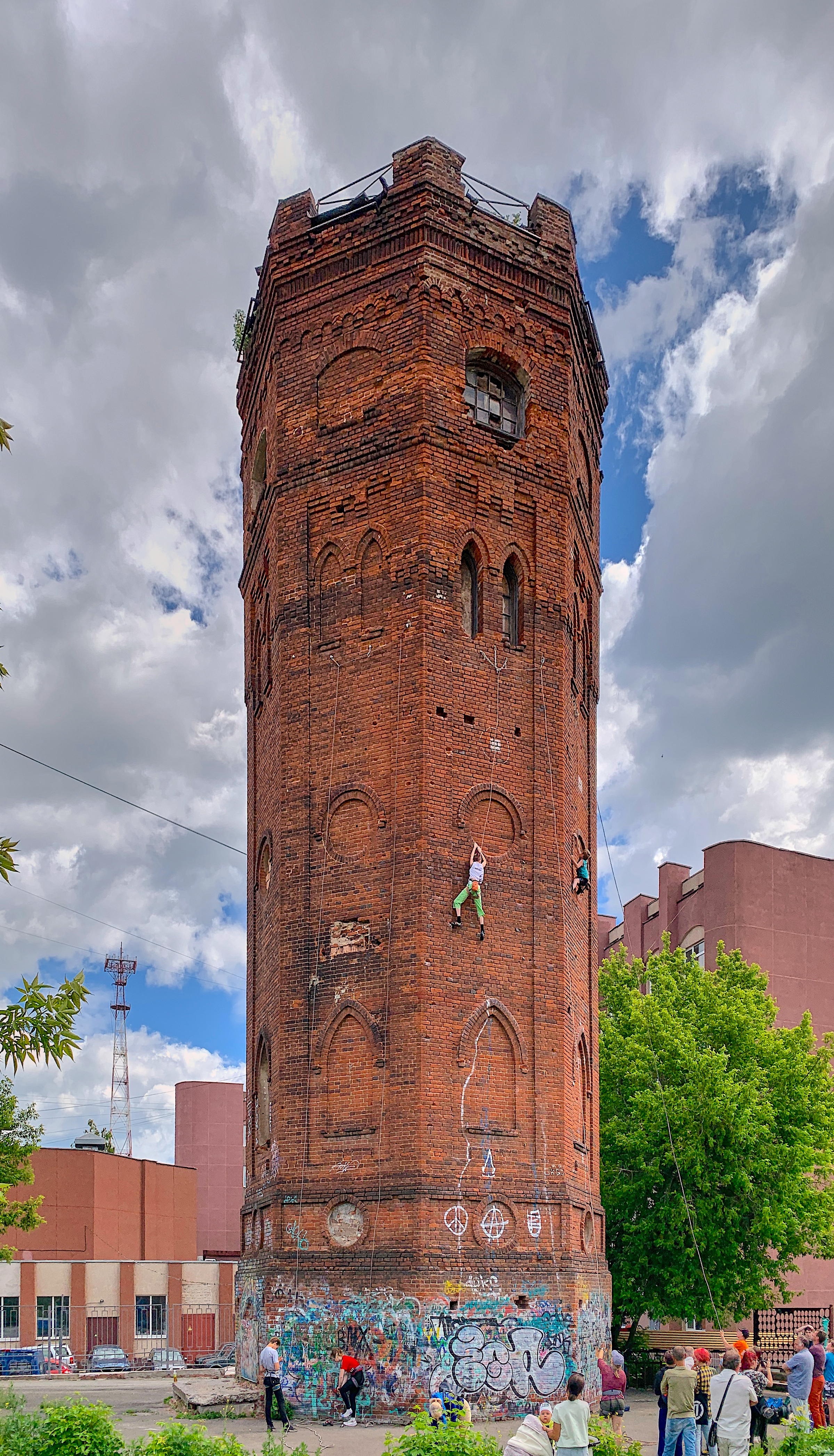
Змагання зі скелелазіння на вежі
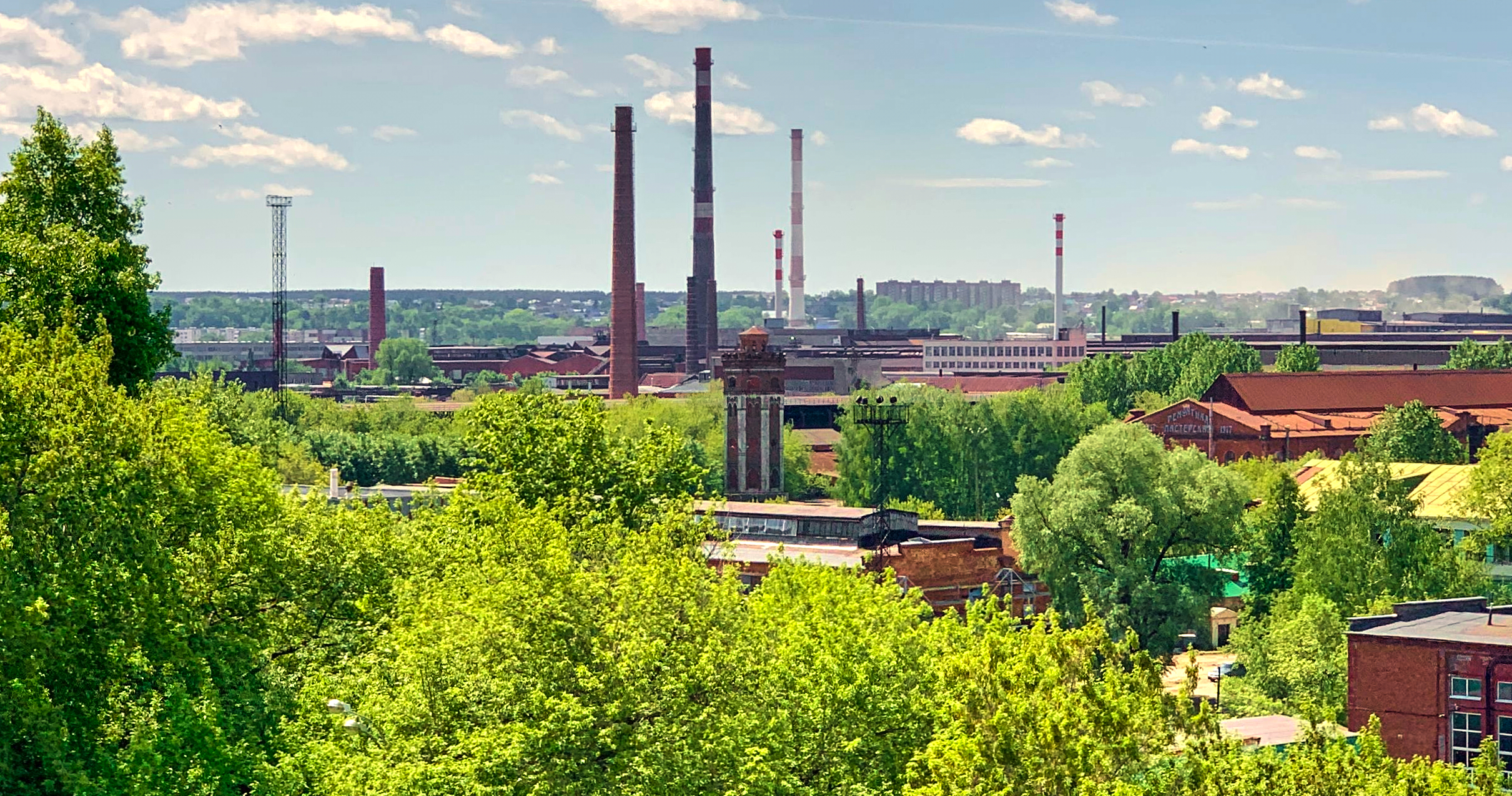
Стара водонапірна вежа на території Іжевського металургійного заводу (в центрі)